# Мескальтитан
Мескальтитан (исп. Mexcaltitán), полное наименование Мескальтитан-де-Урибе (исп. Mexcaltitán de Uribe) — посёлок в Мексике, штат Наярит, муниципалитет Сантьяго-Искуинтла, расположенный на одноимённом острове. Численность населения, по данным переписи 2010 года, составила 818 человек.

## Общие сведения
Название Mexcaltitán с языка науатль можно перевести как изобилующий мескалем.
В августе 2009 года посёлок лишился статуса «Магический городок».
Согласно версии, которая не получила достаточного научного подтверждения, Мекскалтитан — это легендарный Ацтлан, прародина ацтеков, откуда они в 1091 году отправились в странствие в поисках лучшего места для жизни и осели в полутора тысячах километрах — в Теночтитлане (современный Мехико).